# John Cassidy
John Cassidy (Leeds, 1963) es un periodista y escritor inglés, expatriado en EE. UU..

## Trayectoria profesional
Actualmente, está en plantilla de la revista americana The New Yorker, y contribuye con The New York Review of Books (Reseña de Libros de Nueva York). Anteriormente ha sido editor en el periódico The Sunday Times, en Londres, y ayudante de editor en el New York Post.
Es autor de "Dot.con: How America lost its mind and money in the Internet era", que se puede traducir como "Las punto.com: cómo América perdió el rumbo y el dinero en la era Internet", libro en el que examina la burbuja de las punto com. Asimismo, ha escrito "Por qué quiebran los mercados: la lógica de los desastres financieros", donde combina la historia económica con un análisis sobre la burbuja inmobiliaria y la ruptura del crédito.